# 二十六烷

二十六烷（英語：hexacosane）是含有26個碳原子的直鏈烷烴，化學式為C26H54或CH3(CH2)24CH3，外觀為無色蠟狀固體，又稱蠟烷。二十六烷存在於成熟的菸草中，將菸草焚燒後可析出低濃度的二十六烷。二十六烷本身的用途並不多，但氧化成二十六烷醇或二十六烷酸後，可加工製成治療心血管疾病的藥品。亦可加熱使其化學鍵變形形成異二十六烷（英語：isohexacosane），為表面活性劑的一種。

## 製備
在純甲醇中加入鈉塊，分解反應完成後加入正十四碳酸，攪拌使其溶解。 將其倒入電解池中進行電解並調整PH值至7.5～7.8，過程中必須保持沉澱物不溶解於溶液中。電解結束後加入少量低溫的乙酸，以除去溶劑。將剩餘物倒入水中，加入乙醚提取。提取液用稀氫氧化鈉溶液洗滌，硫酸鎂乾燥， 再次除去溶劑。最後的殘留物以石油醚結晶，即可得高純度二十六烷。
反應式:2CH3(CH2)12COOH- →CH3(CH2)24CH3+2CO2